# Fomivirsen
Fomivirsen (in fase sperimentale noto con la sigla ISIS 29229) è un oligonucleotide fosforotioato (cioè contenente un legame fosforo-zolfo al posto del legame fosforo-ossigeno), una molecola dotata di attività antivirale sviluppata dalla società Ionis Pharmaceuticals. e commercializzato da Novartis CIBA Vision. Il farmaco viene utilizzato nel trattamento della retinopatia da citomegalovirus nei soggetti immunocompromessi come, ad esempio, nei soggetti affetti da sindrome da immunodeficienza acquisita. Viene utilizzato per via intravitreale (iniezione diretta nel globo oculare).
In quanto oligonucleotide fosforotioato il composto si presenta resistente alla degradazione operata dalle nucleasi. La sequenza del nucleotide è la seguente:
- 5'-GCG TTT GCT CTT CTT CTT GCG-3'

## Farmacodinamica
Fomivirsen è un oligonucleotide fosforotioato antisenso a 21 nucleotidi. La sua introduzione nella cellula consente il blocco della traduzione di uno specifico mRNA virale. Gli oligonucleotidi antisenso sono infatti progettati per avere come proprio obiettivo una specifica sequenza di un mRNA e legarsi ad essa. Questo mRNA obiettivo è trascritto dal segmento codificante di un gene chiave, e l'oligonucleotide ne impedisce l'espressione inibendone la sintesi della specifica proteina. Fomivirsen determina un'inibizione specifica e potente della replicazione di CMV(in particolare grazie alla inibizione della espressione delle proteine della regione IE2, IE86 e IE55) senza interferire con la funzione e la sintesi proteica dei geni umani.
La molecola è stata il primo farmaco antisenso a ricevere l'approvazione da parte della Food and Drug Administration, l'agenzia del farmaco statunitense.

## Farmacocinetica
Dopo somministrazione per via intravitreale, fomivirsen raggiunge il picco di concentrazione a distanza di circa 48 ore dall'inoculazione. Il composto viene lentamente eliminato dal vitreo con una emivita che nell'essere umano si aggira intorno alle 55 ore.
Studi preclinici indicavano che fomivirsen si distribuisce alla retina e viene lentamente metabolizzato attraverso l'azione di alcuni enzimi idrolitici chiamati esonucleasi.
Anche la clearance dalla retina risulta piuttosto lenta: studi eseguiti sulle scimmie hanno stimato una clearance di fomivirsen dalla retina nell'ordine di 78 ore dopo una dose di 115 microgrammi.
Considerando i bassi dosaggi utilizzati ed il lento rilascio dalla retina, non sorprende che dopo somministrazione intravitreale non vengono rilevate nella circolazione sistemica concentrazioni plasmatiche misurabili di farmaco.

## Usi clinici
Fomivirsen trova indicazione nel trattamento della retinite causata da citomegolovirus in pazienti affetti da sindrome da immunodeficienza acquisita (AIDS) e non tolleranti o non responsivi ad altri tipi di trattamento.
Il farmaco si è dimostrato efficace nel ritardare significativamente la progressione della retinite da citomegalovirus nei pazienti con AIDS
e nel ridurre la durata e la gravità della sintomatologia clinica.

## Effetti collaterali ed indesiderati
In corso di trattamento si possono verificare alterazioni a carico della visione ed in particolare offuscamento del visus, alterata percezione dei colori, diminuzione della vista, dolore oculare, iperemia oculare, scotomi, miodesopsia e lampi di luce nel visus, eccessiva sensibilità alla luce, presenza di "ragnatele" e "tendine" nel campo visivo, retinopatia pigmentata.
Tra gli altri effetti indesiderati segnalati abbiamo nausea e vomito, astenia, perdita di appetito, vertigine, cefalea, dolore addominale, diarrea. Con una frequenza minore si possono verificare rash cutaneo, dolore dorsale, sudorazione, senso di oppressione al petto e perdita di peso. In letteratura medica esistono anche segnalazioni di effetti tossici renali.

## Controindicazioni
Fomivirsen è controindicato nei soggetti con ipersensibilità nota al principio attivo oppure ad uno qualsiasi degli eccipienti utilizzati nelle diverse forme farmaceutiche.

## Dosi terapeutiche
Il dosaggio di utilizzo di fomivirsen è variabile da paziente a paziente.
Negli adulti il dosaggio abituale è di 330 microgrammi, direttamente iniettati nell'occhio (via intravitreale), una volta ogni due settimane, per due dosi complessive. La medesima dose viene poi utilizzata una volta ogni quattro settimane per un periodo di trattamento indefinito, fino al controllo dell'infezione.

## Gravidanza e allattamento
La Food and Drug Administration ha inserito fomivirsen in classe C per l'impiego in gravidanza. In questa classe sono inseriti farmaci i cui studi sugli animali hanno rilevato effetti dannosi sul feto, effetto teratogenico, letale o altro, e per i quali non sono disponibili studi controllati in donne oppure farmaci per i quali non sono disponibili studi né sull'uomo né sull'animale.

## Interazioni
In considerazione dell'esposizione sistemica estremamente bassa a questo oligodeossinucleotide dopo somministrazione intravitreale, risulta estremamente improbabile una sua potenziale interazione con altri farmaci somministrati per via sistemica e veicolati dalle proteine plasmatiche, in particolare dall'albumina nei siti di legame I e II.
Studi in vitro non hanno evidenziato interazioni significative tra fomivirsen ed azidotimidina o zalcitabina.

## Avvertenze
Fomivirsen non deve essere utilizzato in soggetti che sono stati sottoposti nelle 2-4 settimane precedenti ad un trattamento endovenoso o intravitreale con cidofovir per l'aumentato rischio di sviluppare una grave infiammazione oculare.